# 巴尔堪
巴尔堪（1637年6月17日—1680年12月1日），清朝宗室将领，舒尔哈齐之孙，济尔哈朗第四子。

## 生平
崇德二年闰四月二十五日（1637年6月17日）丑时生，母亲是庶福晋瓜尔佳氏，札塔之女。顺治十一年（1654年），封三等辅国将军。康熙十三年（1674年），三藩之乱，吴三桂据湖南，康熙帝命巴尔堪署副都统。耿精忠派兵由饶州攻打徽州，巴尔堪随江宁将军额楚进攻，为先驱。九月至旌德，赴徽岭，交战获胜。先后攻克徽州、婺源、乐平、饶州。次年，攻克安仁、贵溪、永丰。康熙十六年，随简亲王喇布攻打吉安，与吴三桂部韩大任在螺子山交战，失利，削职戴罪立功。与额楚进攻广东，韶州莲花山之战，受伤仍战，获胜。后三年，跟随喇布攻打广西，康熙十九年，创发，十月十一日（1680年12月1日）寅时，在军中死去，时年四十四岁，谥武襄。其孙奇通阿在乾隆年间袭封简亲王，追封巴尔堪为和硕简亲王，谥武。

## 家庭

### 妻妾
- 嫡福晋萨察氏，瓦礼之女
- 继福晋瓜尔佳氏，轻车都尉塔尔喀齐之女
- 妾刘氏，刘相文之女
- 妾卓特氏，鄂尔济泰之女
- 妾张氏，张启封之女

### 诸子
- 长子：巴塞，追封和硕简亲王
- 次子：叶成额
- 三子：额尔屯
- 四子：阿尔苏，奉国将军
- 五子：阿尔台